# Argyra argentiventris
Argyra argentiventris är en tvåvingeart som beskrevs av Van Duzee 1925. Argyra argentiventris ingår i släktet Argyra och familjen styltflugor.
Artens utbredningsområde är Kalifornien. Inga underarter finns listade i Catalogue of Life.